# Piaski (Lublino)
Piaski è un comune urbano-rurale polacco del distretto di Świdnik, nel voivodato di Lublino.
Ricopre una superficie di 169,73 km² e nel 2004 contava 10 834 abitanti.